# 圣马克拉朗德
圣马克拉朗德（法語：Saint-Marc-la-Lande，法語發音：[sɛ̃ maʁ la lɑ̃d]）是法国德塞夫勒省的一个市镇，属于帕尔特奈区。

## 地理
圣马克拉朗德（46°31'12"N, 0°22'45"W）面积10.22 平方千米，位于法国新阿基坦大区德塞夫勒省，该省份为法国西部内陆省份，北起曼恩-卢瓦尔省，西接旺代省，南至夏朗德省和滨海夏朗德省，东临维埃纳省。
与圣马克拉朗德接壤的市镇（或旧市镇、城区）包括：尚德尼耶、马济耶尔昂加蒂讷、圣帕尔杜-苏捷。

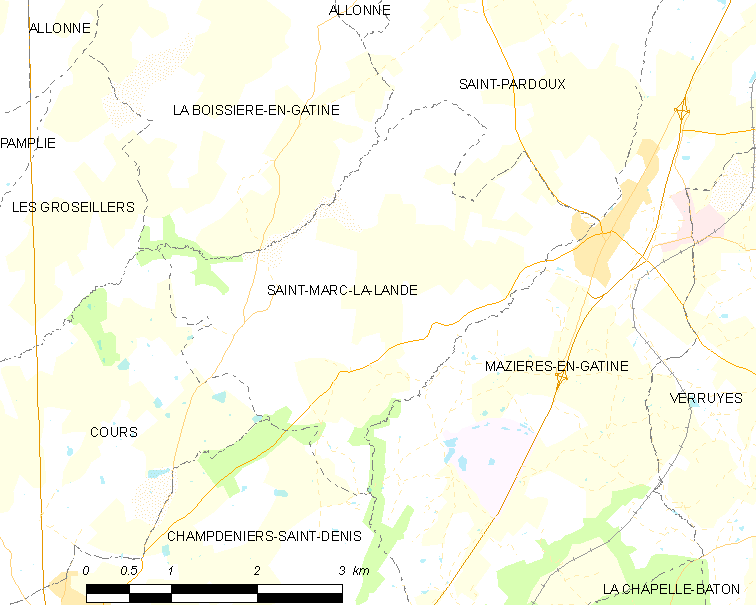
圣马克拉朗德的OSM定位图

圣马克拉朗德的时区为UTC+01:00、UTC+02:00（夏令时）。

## 行政
圣马克拉朗德的邮政编码为79310，INSEE市镇编码为79271。

## 政治
圣马克拉朗德所属的省级选区为拉加蒂讷县。

## 人口

1962-2008年间圣马克拉朗德人口变化图示

圣马克拉朗德于2022年1月1日时的人口数量为366人。